# Oktoberfest de Santa Cruz do Sul
A Oktoberfest de Santa Cruz do Sul é a edição da Oktoberfest realizada em Santa Cruz do Sul, no Rio Grande do Sul. A festividade celebra as tradições germânicas todo mês de outubro, desde 1984, não havendo edição apenas em 1993, por dificuldades financeiras, e em 2020, em virtude da pandemia de COVID-19. A maior festa do tipo no estado, foi declarada patrimônio cultural do mesmo em 2006, sendo a segunda maior do país, atrás da Oktoberfest de Blumenau. Desde 2022, tem duração de três semanas de forma intervalada, de quinta-feira a domingo, inclusive. A 38ª edição ocorreu em 2023, com público de 400 000 visitantes, que consumiu 184 000 litros de chope.
O festival sucede a antiga Festa Nacional do Fumo (FENAF), que já possuía o germanismo como tema, sendo realizada de 1966 a 1978, quando aconteceu sua terceira e última edição. No local da festa, o "Parque da Oktoberfest", acontece paralelamente uma feira de exposições na qual comerciantes, agricultores e indústrias da região e do estado expõem e divulgam seus produtos e serviços. A feira já teve vários nomes, dentre eles FEICAP, Feirasul e Oktoberfeira. No local são realizados ainda shows nacionais de música, e a escolha das rainhas e princesas da festa. As soberanas atuam como representantes do evento e participam da sua promoção, sua escolha sendo realizada em desfile com indumentária germânica, tradição que remonta à primeira FENAF. Desde 2005 a festa tem uma temática anual, iniciativa tomada em parte para desvincular o consumo de bebidas alcoólicas do foco do evento.

## História
A Oktoberfest de Santa Cruz do Sul remonta ao ano de 1966, quando de 15 de outubro a 6 de novembro foi realizada a primeira edição da FENAF,:9 com o objetivo de celebrar a indústria fumageira, que representa uma parte importante da economia de toda a região, que concentra os maiores produtores de tabaco do Brasil. Além da temática relacionada ao tabaco, o germanismo já era tema da FENAF desde sua primeira edição, evidenciado, por exemplo, pelo desfile em trages germânicos das candidatas à soberanas da festa.:47 O sucesso da 1.ª FENAF incentivou a organização de mais duas edições: em 1972, de 26 de outubro a 12 de novembro e em 1978, de 28 de setembro a 15 de outubro.
Na década de 1980, com o histórico de realização da FENAF, o município, com a idealização do então secretário de Turismo, Ademir Müller, decidiu virar o foco da celebração para as tradições germânicas e se inspirou na Oktoberfest original, em Munique, Alemanha, para criar uma edição santa-cruzense do evento. Desse modo, em 1984, aconteceu a 1.ª Oktoberfest em Santa Cruz do Sul, destacando as danças, o chope, a gastronomia, a música e os demais elementos trazidos pelos imigrantes. Em alemão, "oktober" significa outubro, e "fest", festa ou festival.
No caso de 1993, primeiro ano em que a festa deixou de ser realizada desde o seu começo, o então prefeito Edmar Hermany foi responsável pela decisão de não haver Oktoberfest. A Prefeitura Municipal estava com pouco dinheiro em caixa e a inflação também estava em alta, sendo que o controle da festa já havia sido terceirizado no ano anterior. Superadas as dificuldades de 93, no ano seguinte a festa voltou a acontecer, tendo crescido e servido para juntar etnias, divulgar e manter viva o passado de colonização alemã da cidade e da região. Ela acontece, todo ano, com o apoio da entidades públicas e privadas do município, como a Associação de Bares, Hotéis, Restaurantes e Similares (ABHRS), a Associação de Entidades Empresariais (ASSEMP) e a Associação Cultural e Empresarial (ACESC). Além do patrocínio de cervejarias, desde 2016 a festa oferece cerveja artesanal de uma associação empresarial local e realiza a venda de cucas de comerciantes da região. Na edição de 2019, que ocorreu de 9 a 20 de outubro, o evento não utilizou recursos públicos, sendo financiado pela ASSEMP e patrocinado por empresas da região.
Paralelamente à festa acontece uma feira de exposições na qual comerciantes, agricultores e indústrias da região e do estado expõem e divulgam seus produtos e serviços. A feira já teve vários nomes, como Feira Industrial, Comercial e Agropecuária, em 1994, Feirasul, a partir de 2001, e novamente a partir de 2009, e Oktoberfeira, de 2005 a 2008.
Em 2020 novamente não foi realizada edição, devido à pandemia de COVID-19, o último ano sem edição tendo sido 1993. Em 2021 houve edição, mas sem shows e outras atrações, e com exigência de vacinação do público visitante. O público foi consideravelmente menor que em edições anteriores, mas organizadores e expositores consideraram a festa um sucesso, e o evento gerou lucro de R$268 mil, com receitas superando R$3,6 milhões e despesas de R$3,4 milhões.
Em 2022 foram retomadas as atrações tradicionais, com shows e parque de diversões, e duração de três semanas com intervalos durante alguns dias, ao invés dos tradicionais 10 dias corridos, além de ingresso com preço de acordo com o horário de entrada no parque, contando com horários gratuitos. Outra novidade foram os copos reutilizáveis, adquiridos na entrada e reembolsados mediante retorno na saída, ao invés dos copos de plástico descartáveis, e não foi mais exigido comprovante vacinal. O público total atingiu a mesma marca da edição de 2019, com 400 mil visitantes. O evento foi considerado um sucesso financeiro e de público, segundo a organização, que também considerou atingido os objetivos de sustentabilidade e integração da comunidade. Foram consumidos mais de 150 mil litros de chope, além de 57 mil litros de água e refrigerante e 120 toneladas de comida. A Feira da Agricultura Familiar também atingiu seu objetivo de movimentar mais de meio milhão de reais em produtos, enquanto que 90% dos expositores da Feirasul avaliaram positivamente o evento, e 80% consideram retornar na próxima edição. A receita diretamente ligada ao evento foi de R$ 10 553 012,63, e o lucro de R$ 1,8 milhão. O formato de três semanas com festividades de quinta a domingo iniciado em 2022 foi mantido nas edições de 2023 e 2024.
A Oktoberfest de Santa Cruz do Sul é a maior festa desse tipo do estado e segunda maior do país, atrás apenas da edição de Blumenau. Em 4 de dezembro de 2006 foi oficializada como Patrimônio Cultural do Rio Grande do Sul através da Lei 12.652.

### Local da festa

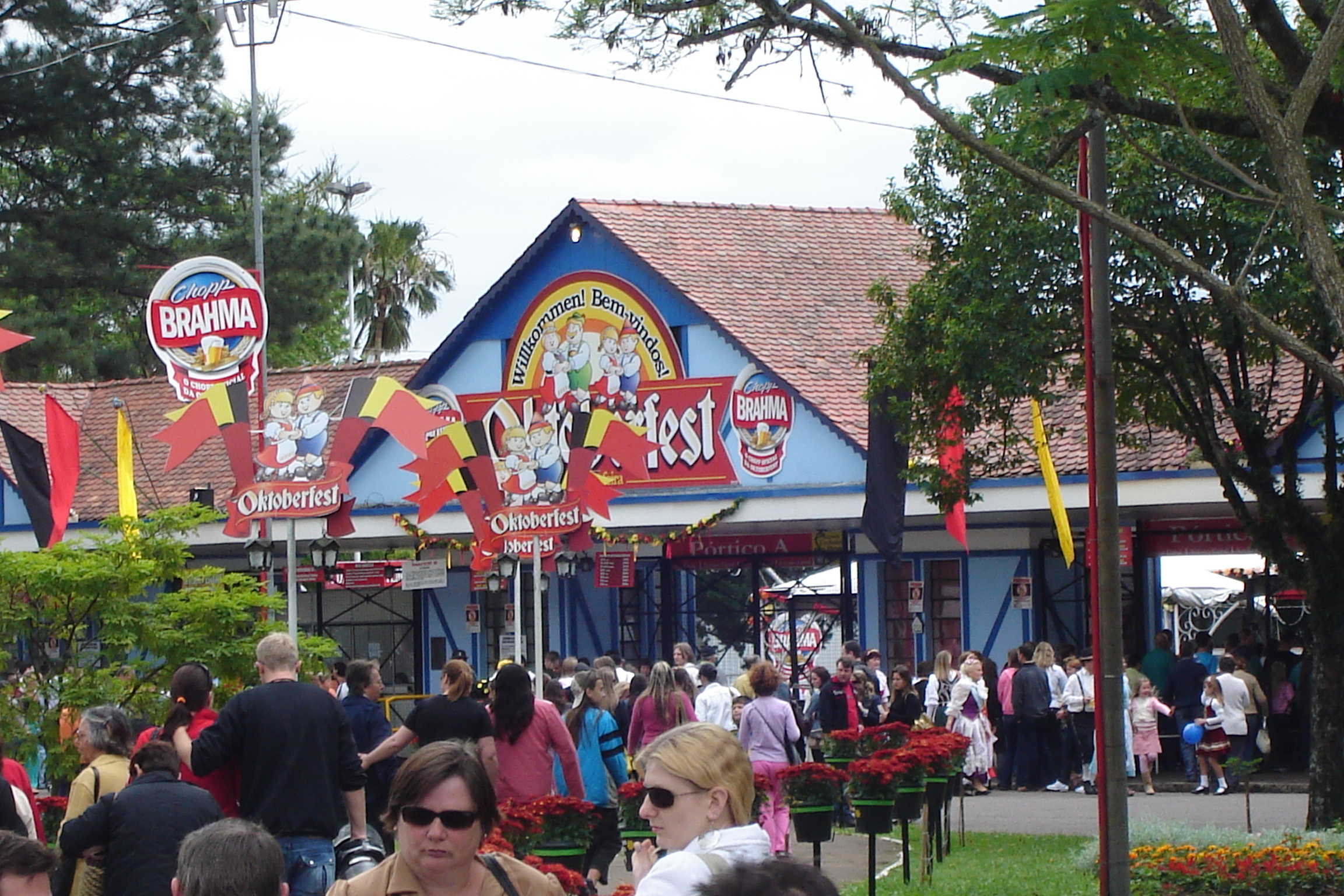
Entrada do parque, em 2007

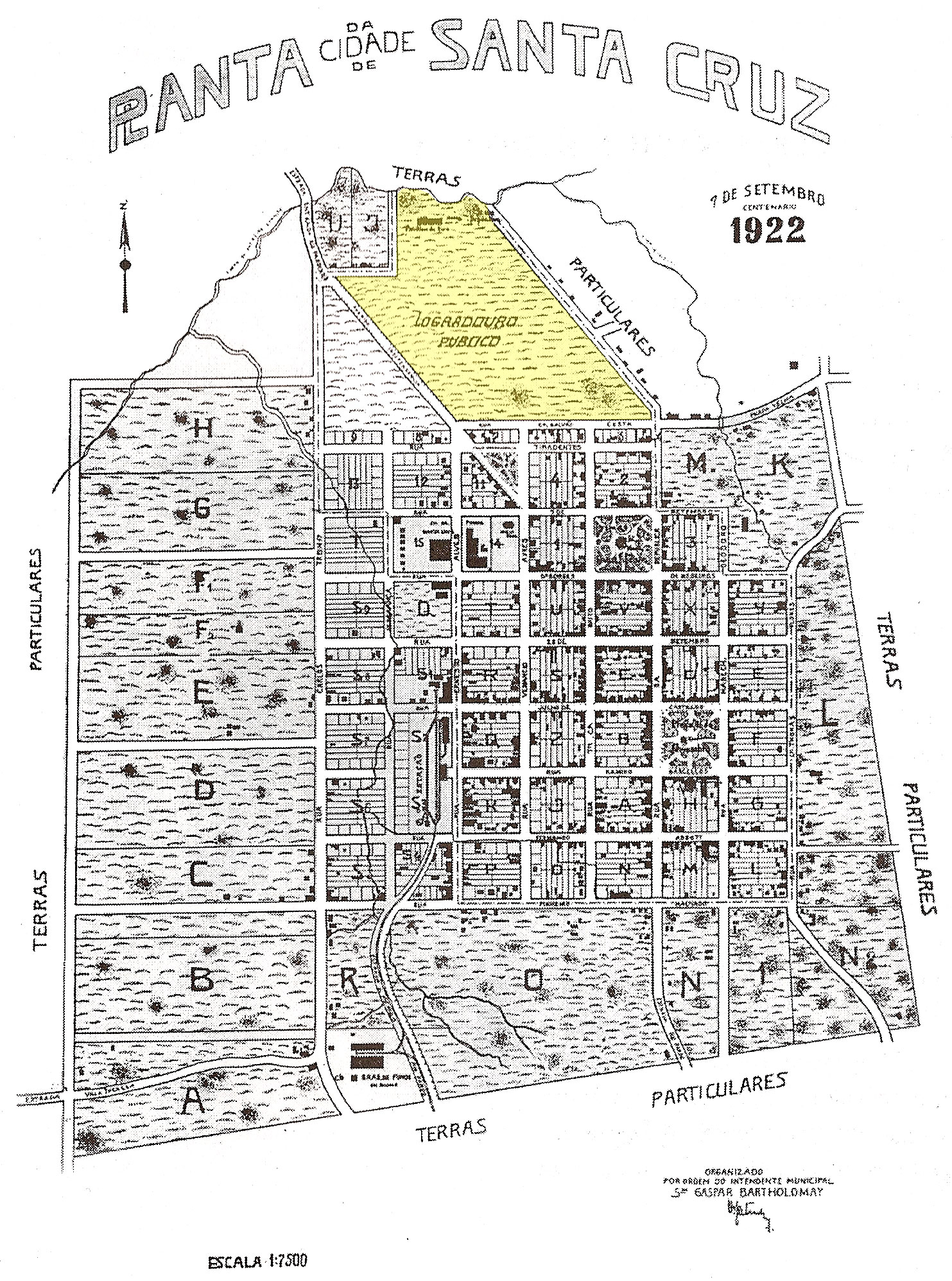
Mapa de Santa Cruz do Sul de 7 de setembro de 1922. Em destaque a área conhecida à época como Logradouro Público, onde hoje se localiza o Parque da Oktoberfest.

A festa acontece, desde a 1.ª FENAF, no Parque da Oktoberfest, que já foi chamado de Parque da FENAF e Parque do Centenário. Originalmente, o parque, localizado na Rua Galvão Costa, 755, era terra provincial que passou a pertencer à província do Rio Grande do Sul com a Lei de Terras em 1850. Em 5 de julho de 1904, as terras foram doadas ao município de Santa Cruz do Sul para a construção da Estação de Ferro, fato que nunca aconteceu.:13 Essas terras ficaram conhecidas como "Logradouro Público". Nesse local, a sociedade de cavalaria dos antigos imigrantes, os Ulanos, faziam sua festividade, além dos ciganos que visitavam a cidade e se instalavam no logradouro. Circos e outras atrações também se instalavam no local, além do 24.º Batalhão de Infantaria, que construiu em dezembro de 1917 um quartel em galpão de madeira, que logo foi transferido para outra localidade. A área também era alugada para moradores que possuíam chácaras em regiões próximas. Lá, seus animais eram colocados para pastarem durante o dia.:19 Em 1935, o Coronel Oscar Jost, prefeito de Santa Cruz do Sul, inaugurou uma usina elétrica no local e foram construídas três piscinas para que os geradores fossem resfriados. Inicialmente, a primeira piscina era usada também para banho e aulas de natação, mas a partir da construção da segunda e terceira, a sua utilização para banho não foi mais autorizada.:20
O primeiro projeto de urbanização do local surgiu no início da década de 1940, quando o agrimensor Alfons Niedermayer elaborou o projeto do Parque do Centenário, que seria um complexo de lazer que abrigaria um estádio de esportes múltiplos, como preparação à festa do centenário da colonização do município (em 1849 chegaram os primeiros imigrantes alemães). Além do selo do centenário, foi projetado um monumento que seria construído posteriormente, mas que nunca saiu do papel. No entanto, a celebração do centenário ocorreu nos dias 17, 18 e 19 de dezembro de 1949.:21 As verbas que estavam previstas ao Parque do Centenário seriam resultado da venda de terrenos que sobraram após a urbanização do Logradouro Público, mas a Câmara de Vereadores não aprovou a venda, e as obras do Parque do Centenário ficaram estagnadas.
Somente anos depois, em 1954, com o início do planejamento para a realização da Festa Nacional do Fumo, que seria formada uma comissão responsável pela organização do Parque da FENAF. Mesmo assim, a organização se estendeu por anos, e a realização da festa estava dependendo da conclusão das obras do Pavilhão Central, projetado para abrigar a área principal da festa; do calçamento da cidade e da construção do Cine-Hotel. Em 1965, a Prefeitura não liberou uma verba prevista de 30 milhões de cruzeiros à comissão da festa, e as obras tiveram de ser interrompidas, somente sendo retomadas após empréstimo da Associação dos Fumicultores do Brasil (AFUBRA).:26 Durante anos, os organizadores da festa viajaram ao encontro do governo federal para pleitear verbas para a realização da FENAF.
Finalmente, em janeiro de 1964 foram concluídas as obras do Pavilhão Central e do Pórtico de Entrada. Ambas as estruturas são utilizadas até hoje pela Oktoberfest, com algumas adaptações. O pórtico de entrada, por exemplo, recebeu um telhado ao estilo germânico e adornos em enxaimel.:31 Para a realização da 2.ª FENAF, foi também construído um restaurante típico alemão, chamado de "Bierhaus", inaugurado em 14 de outubro de 1972,:81 que persiste até hoje. O Pavilhão Central serviu até mesmo como gabinete do prefeito durante a gestão de Sérgio Moraes, prefeito de Santa Cruz do Sul de 1 de janeiro de 1997 a 31 de dezembro de 2004. Além dessas duas estruturas, a FENAF também recebeu o um galpão que ficou conhecido como "Galpão Preto", para abrigar a exposição de animais e também uma churrascaria cabana.:33 Posteriormente, essas duas estruturas foram derrubadas, mas outros pavilhões foram construídos no local, e são utilizados até hoje para a exposição durante a Oktoberfest. Estruturas conhecidas como "pirâmides cobertas" também vêm sendo instaladas, e são desmontadas após o término da festa.
A festa é tradicionalmente aberta com um desfile pelo centro da cidade, iniciando na rua Marechal Floriano Peixoto, a principal da cidade. Os participantes desfilam em trajes germânicos e são acompanhados por bandas de música folclórica europeia. Atrações do desfile incluem danças - como a polca - carros alegóricos, encenações e brincadeiras. Copos de chope são comumente oferecidos aos espectadores.

## Soberanas

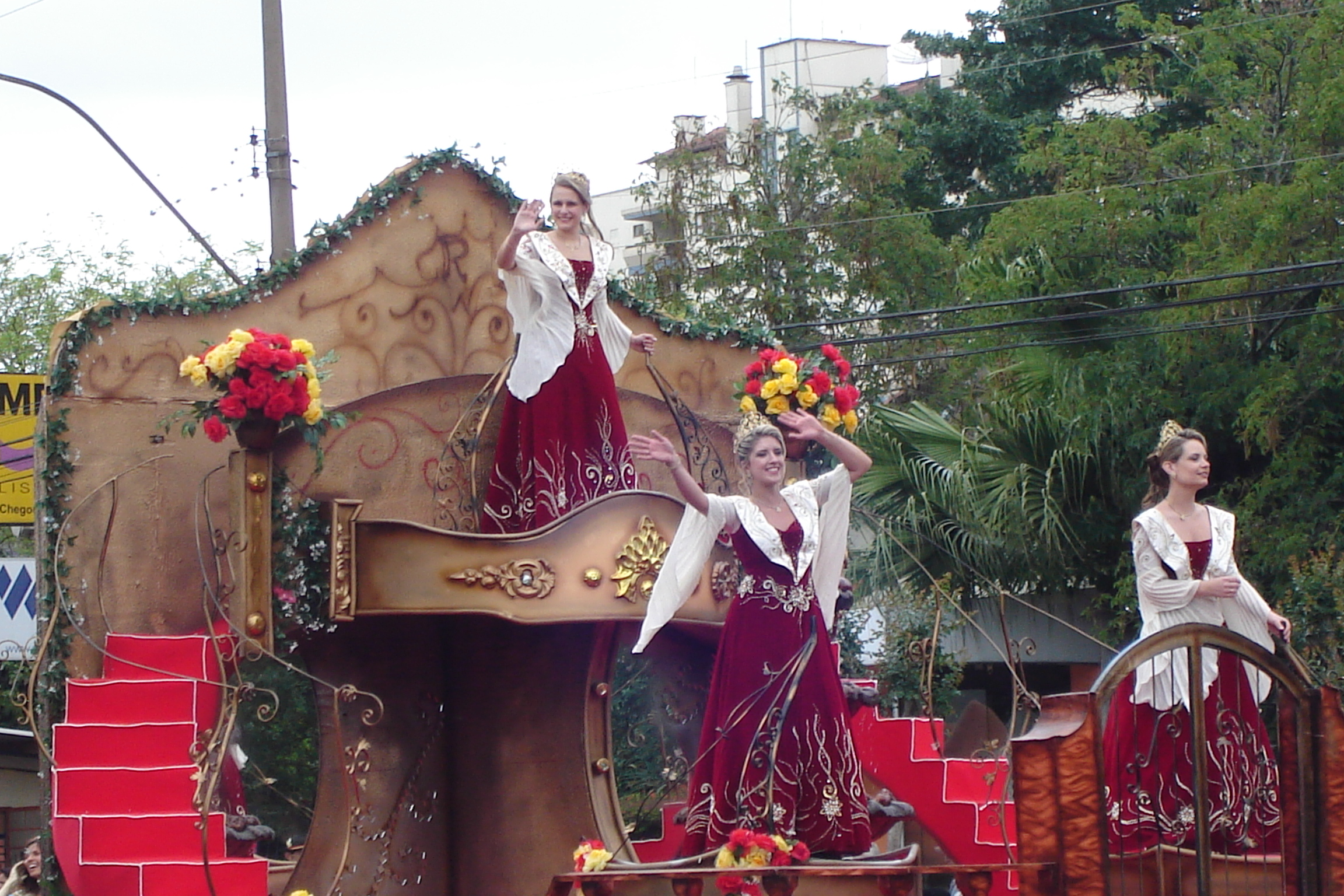
Soberanas de 2007: Naiara Pommerehn, a rainha (topo) e as princesas Nicole Weber (abaixo, à esquerda) e Tamara Thom (abaixo, à direita).

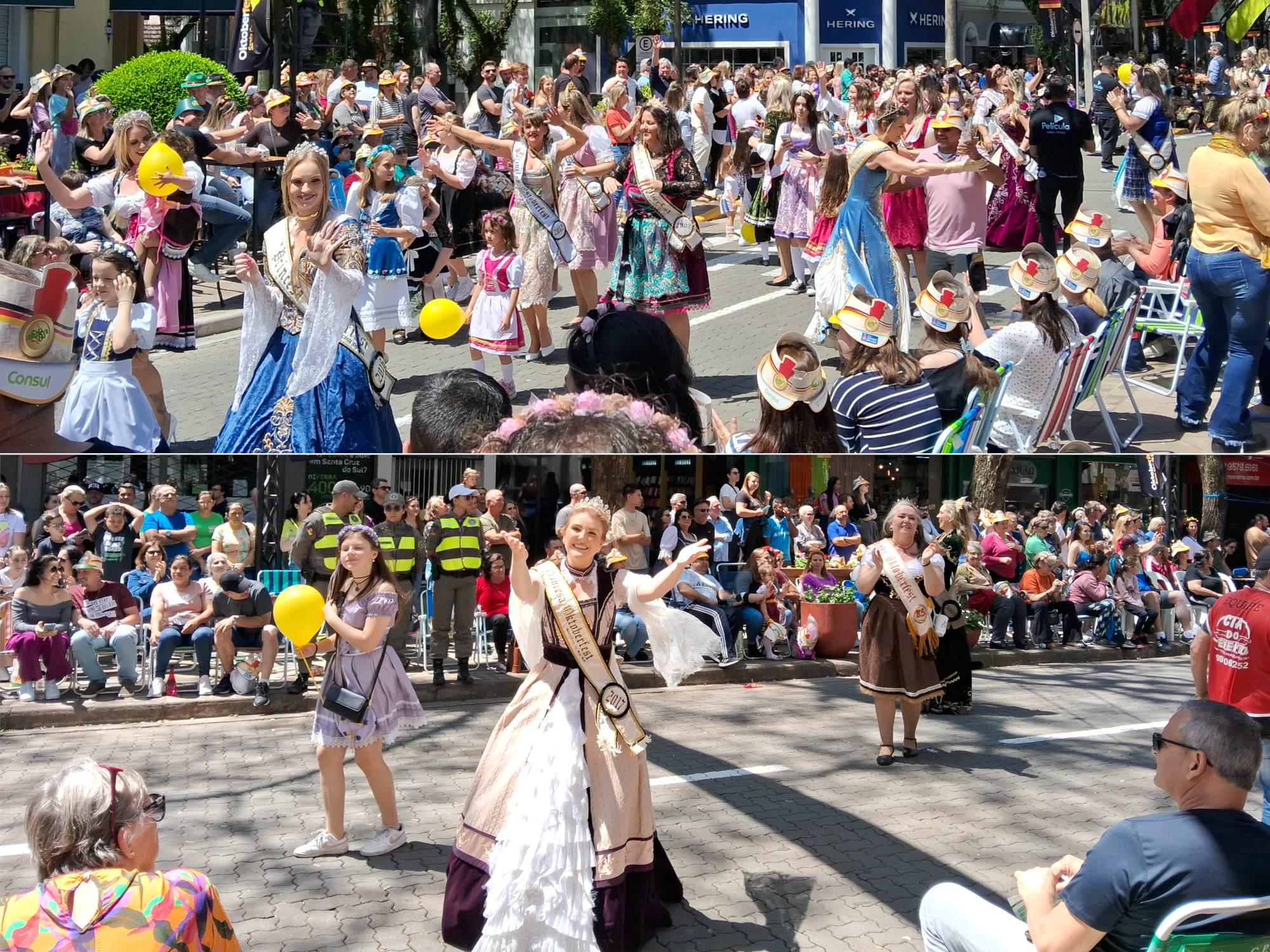
Soberanas de diferentes edições da festa e suas famílias no desfile de 2023. Em destaque as dos anos de 1985, 2002, 2012, 2016 e 2017.

A escolha das rainhas e princesas da festa remontam à primeira Festa Nacional do Fumo, de 1966,:47 estando presente também desde a primeira edição da Oktoberfest, em 1984.:55
As candidatas são escolhidas pela organização da festa em desfile com indumentária germânica, sendo avaliadas pela beleza, conhecimento relacionado à festa, etiqueta, simpatia, e outros aspectos comportamentais. Contemporaneamente as candidatas recebem treinamento prévio relacionado à etiqueta, comportamento perante imprensa e autoridades políticas, bem como aulas de história e turismo. Pré-requisitos incluem residir na cidade há pelo menos um ano, ser maior de idade, e estado civil solteiro. Apesar de não haver pré-requisito quanto à descendência, historicamente as soberanas são de famílias de imigrantes. Na edição de 2008, todas as dezessete candidatas eram brancas, de cabelos loiros e com sobrenomes alemães.:80-84
Contemporaneamente as candidatas representam escolas, empresas, ou outras instituições do município. A escolha conta com representantes de tais entidades, organização da festa, poder público, além de torcida das candidatas ou das instituições que representam - na edição de 2008, um público de mil pessoas compareceu ao evento. A escolha é realizada por sete jurados. As escolhidas tornam-se representantes do evento e do município, sendo responsáveis pela divulgação da Oktoberfest na cidade e em eventos em outros municípios e estados, com participação em diferentes aspectos da durante toda a sua duração.:80-84
| Ano  | Rainha                                | Princesas                                                                                  | Fonte |
| ---- | ------------------------------------- | ------------------------------------------------------------------------------------------ | ----- |
| 1966 | Esther Matte                          | Marion Binz, Traudi Brenner, Carmencita Marinho e Marilu Geske                             | :49   |
| 1972 | Iria Valéria Dreyer                   | Adelina Teresinha Goettems, Vera Closs, Dulce Jungblut e Clea Regina da Silva              | :75   |
| 1978 | Heloísa Kist ("Rainha do Centenário") | Sônia Assmann ("Miss Turismo"), Rosa Coutinho (princesa) e Suzana Wink ("Garota Simpatia") | :95   |

| Ano                                                    | Rainha                         | Princesas                                                           | Fonte        |
| ------------------------------------------------------ | ------------------------------ | ------------------------------------------------------------------- | ------------ |
| 1984                                                   | Cristiane Bublitz              | Simone Scholz e Janine Luciana Antonio                              | [ 34 ] [ 6 ] |
| 1985                                                   | Márcia Wink                    | Maristela de Oliveira e Luciane Rabuske                             | [ 35 ]       |
| 1986                                                   | Jeane Mirna Bender             | Patricia Knak, Riane Kraether, Sandra Scholz e Liane Müller         | [ 36 ]       |
| 1987                                                   | Marcia Nyland                  | Fabiane Krainovic, Adriana Agnes, Marquerli Paulus e Jaqueline Iser | [ 35 ]       |
| 1988                                                   | Elaine Müller                  | Simone Sulzbacher, Cláudia Weigel, Solange Oliveira e Arlete Thomas | [ 35 ]       |
| 1989                                                   | Andréa Staub Wilges            | Rosvita Bublitz, Débora Mello, Mariane Eich e Sabrina Maria Kolling | [ 36 ]       |
| 1990                                                   | Sinara Cristina Ensslin        | Luciane Fava Dal’Osto e Márcia Helena Sehn                          | [ 37 ]       |
| 1991                                                   | Fabiana Rathke                 | Ana Claudia Brandt e Andrea Schaeffer                               | [ 37 ]       |
| 1992                                                   | Felícia Froelich               | Andréa Mundstock e Raquel Kauffmann                                 | [ 36 ]       |
| Não houve edição em 1993 por dificuldades financeiras  |                                |                                                                     |              |
| 1994                                                   | Carolina Müller                | Andréa Haeser e Luciane Hentschke                                   | [ 38 ]       |
| 1995                                                   | Letícia Sulzbacher Fanfa Nunes | Viviane Gewehr e Aline Rocha                                        | [ 39 ]       |
| 1996                                                   | Adriana Zanetti Rohr           | Luana de Barros Silveira e Louizi Silva Leão                        | [ 39 ]       |
| 1997                                                   | Lize Isabel Düpont             | Catiúscia Kaufmann e Talita Sulzbacher                              | [ 40 ]       |
| 1998                                                   | Cristina Schuh Kothe           | Ana Paula Medina Konzen, Daiana Regina Konzen e Janine Baumgarten   | [ 40 ]       |
| 1999                                                   | Fabiane Schünke                | Cátia Luíza dos Santos e Tayná Boettcher                            | [ 40 ]       |
| 2000                                                   | Larissa Moritzen               | Rose Beatriz Kuntz e Carolina Martin                                | [ 40 ]       |
| 2001                                                   | Raquel Caspary                 | Cristiane Waechter e Jaqueline Raffler                              | [ 41 ]       |
| 2002                                                   | Michele Mattheis               | Elisa Trinks e Samanta Alves                                        | [ 42 ]       |
| 2003                                                   | Maíra Assmann                  | Ana Paula Iser e Silvana Daniela Sehnem                             | [ 42 ]       |
| 2004                                                   | Rosana Hoffmann                | Janine Pfaffenzeller e Diane Karina Assmann                         | [ 43 ]       |
| 2005                                                   | Vanessa Müller                 | Sílvia Rejane da Costa e Gabriela Sauer                             | [ 44 ]       |
| 2006                                                   | Flávia Fröhlich                | Vanessa Zanette e Jane Sabin                                        | [ 45 ]       |
| 2007                                                   | Naiara Pommerehn               | Nicole Weber e Tamara Thom                                          | [ 46 ]       |
| 2008                                                   | Janine Alves de Paiva          | Deise Beatriz Neumann e Laura Helfer Hoeltgebaum                    | [ 47 ]       |
| 2009                                                   | Micheli Wrasse                 | Letícia Herberts e Mariana Moser Landesvatter                       | [ 48 ]       |
| 2010                                                   | Maíra Farinon                  | Cândida Elisa Severo e Sâmia Caroline Souza Kist                    | [ 49 ]       |
| 2011                                                   | Emily Dockhorn                 | Paula Fengler e Bruna Jeanine Molz                                  | [ 50 ]       |
| 2012                                                   | Thainã d’Ávila dos Santos      | Joana Aline Frantz e Rosimere Beatriz Voos                          | [ 51 ]       |
| 2013                                                   | Gabriela Rossa                 | Carolina Appel e Maria Helena Lersch                                | [ 52 ]       |
| 2014                                                   | Therry Hansen Jardim           | Andressa Lupatini e Caroline Becker                                 | [ 53 ]       |
| 2015                                                   | Djulia Marcy Simon             | Jéssica Luiza Kessler e Fernanda Pedroso Hagemann                   | [ 54 ]       |
| 2016                                                   | Cíntia Aline Regert            | Aíscha Garcia Schlittler e Ana Carolina Lau                         | [ 55 ]       |
| 2017                                                   | Milena Rachor                  | Thartieri Assmann e Mylena Gehrke                                   | [ 56 ]       |
| 2018                                                   | Ana Julia Metz                 | Alline Bellina e Bruna Cruz.                                        | [ 57 ]       |
| 2019                                                   | Ana Paula Bohnen               | Jayne Inês Heck e Graziela Schoeninger.                             | [ 58 ]       |
| Não houve edição em 2020 devido à pandemia de COVID-19 |                                |                                                                     |              |
| 2021                                                   | Luana Terezinha Rech           | Amanda Angélica Beckenkamp e Renata Maria Müller.                   | [ 59 ]       |
| 2022                                                   | Daniele Andressa Müller        | Thaissy Balczarek e Estéfani Aline Wegmann.                         | [ 60 ]       |
| 2023                                                   | Camila Eduarda Schaefer        | Marilia Fischer e Daniela Schoeninger.                              | :12          |
| 2024                                                   | Tatiane Caroline Voese D’Avila | Karoline Ribeiro Klaus e Nathalia Konzen da Silva.                  | [ 62 ]       |

## Shows principais
| 1986                                                   | Camisa de Vênus e Elaine Geissler | [ 63 ]               |
| 1988                                                   | Bebeto Alves, Canto Livre, Fafá de Belém, Gaúcho da Fronteira, Leonardo, Rosana e Via Negromonte | [ 64 ]               |
| 1989                                                   | A Patotinha, Agepê, Belchior, Biquini Cavadão, Capital Inicial, Chrystian & Ralf, Gaúcho da Fronteira, Íris Ativa, Matogrosso e Mathias, MPB-4, Oswaldo Montenegro, Raíces de América, Roupa Nova, Sandra de Sá e Viúva Negra | [ 65 ]               |
| 1991                                                   | Alan e Aladim, Amado Batista, Barão Vermelho, Os Cascavelletes, Cid Guerreiro, Elba Ramalho, Gaúcho da Fronteira e Mano Lima, João Mineiro e Marciano, Kid Abelha, Leandro e Leonardo, Luiz Bastos, Lulu Santos, Neto Fagundes, Odair José, Os Abelhudos, Os Trapalhões, Osvaldir e Carlos Magrão, Paulo Nascimento, Roby e Roberto, cover do U2 e Guns N' Roses | [ 66 ]               |
| 1992                                                   | Banda Bandida, Banda Última Gota, Daniel Torres, Mano e Matheus, Neto Fagundes, Raul Ellwanger e Banda Prazer e Renato Borghetti | [ 67 ]               |
| Não houve edição em 1993 por dificuldades financeiras  | |                      |
| 1995                                                   | Afoxé, Angélica, Cidade Negra, Daniela Mercury e Elba Ramalho | [ 68 ]               |
| 1996                                                   | Skank | [ 69 ]               |
| 1999                                                   | Cheiro de Amor e Jota Quest | [ 70 ]               |
| 2001                                                   | Daniel e Falamansa | [ 13 ]               |
| 2002                                                   | Cidadão Quem, Comunidade Nin-Jitsu, Chimarruts, Eric & Henrique, Osvaldir e Carlos Magrão e The Hard Working Band | [ 71 ]               |
| 2003                                                   | Bandaliera, Enzo e Rodrigo, Nenhum de Nós, Papas da Língua, Renato Borghetti e Cadica e Rui Biriva | [ 72 ]               |
| 2004                                                   | Armandinho e Banda, Maskavo e Reação em Cadeia | [ 73 ]               |
| 2005                                                   | Detonautas e Bruno & Marrone | [ 74 ]               |
| 2006                                                   | CPM 22, Jota Quest e Zezé di Camargo & Luciano | [ 77 ]               |
| 2007                                                   | Babado Novo e César Menotti e Fabiano | [ 78 ]               |
| 2008                                                   | Armandinho, Edson & Hudson, Fandangaço, High Escola Musical, Os Peraltas, Roupa Nova, Tradição e Zé Ramalho | [ 80 ] [ 81 ]        |
| 2009                                                   | Eric & Matheus, Fábio Júnior, Inimigos da HP e Nenhum de Nós | [ 82 ]               |
| 2010                                                   | Luan Santana, João Bosco & Vinícius e Jeito Moleque | [ 83 ]               |
| 2011                                                   | Ivete Sangalo, Restart, Michel Teló, Exaltasamba e Charlie Brown Jr. | [ 84 ]               |
| 2012                                                   | Carlos & Jader, Fernando & Sorocaba, Guri de Uruguaiana, Jota Quest e Skank, Roupa Nova e Thiaguinho | [ 85 ]               |
| 2013                                                   | Latino, Luan Santana, Naldo e O Rappa (atrações principais); Tico Santa Cruz (Detonautas) | [ 87 ]               |
| 2014                                                   | Nando Reis, Cristiano Araújo, Lucas Lucco e Thiaguinho (atrações principais); Luiz Marenco, Maria do Relento, Nenhum de Nós, Papas da Língua, Rosa Tattooada (Brahma Haus) | [ 88 ]               |
| 2015                                                   | DJs Alok e Chapeleiro, Eduardo Costa e Leonardo, Henrique & Juliano e Lulu Santos | [ 89 ] [ 90 ]        |
| 2016                                                   | DJ Alok, Racionais MC's, MC Livinho (em substituição a MC Biel), Valesca e Mr. Catra, Wesley Safadão, Turma do Pagode, Marcos & Belutti | [ 91 ] [ 92 ] [ 93 ] |
| 2017                                                   | Baile do Dennis, Balada Loka (Anitta e Simone & Simaria), DJ Alok, Eduardo Costa e Leonardo e Jorge e Mateus | [ 94 ]               |
| 2018                                                   | Gusttavo Lima, Raça Negra, Michel Teló, Zé Neto e Cristiano, Bruno e Marrone, Henrique e Juliano, Dennis DJ, Maiara e Maraisa, Atitude 67, Victor e Leo. | [ 95 ]               |
| 2019                                                   | Zé Neto & Cristiano, Vintage Culture, Vitor Kley, Jerry Smith, Fernando & Sorocaba, Felipe Araújo, Hungria, Marília Mendonça, Dilsinho | [ 96 ]               |
| Não houve edição em 2020 devido à pandemia de COVID-19 | |                      |
| 2021                                                   | Não houve shows | [ 16 ]               |
| 2022                                                   | Alok, Henrique & Juliano, Israel & Rodolffo, Jorge & Mateus, Thiaguinho | [ 97 ]               |
| 2023                                                   | Ana Castela, Hugo e Guilherme, Henrique e Juliano, Alexandre Pires, Maiara e Maraísa. | :4                   |
| 2024                                                   | Lauana Prado, Alok, Bruno e Marrone, Luan Santana, Só Pra Contrariar. | [ 98 ]               |

## Temas

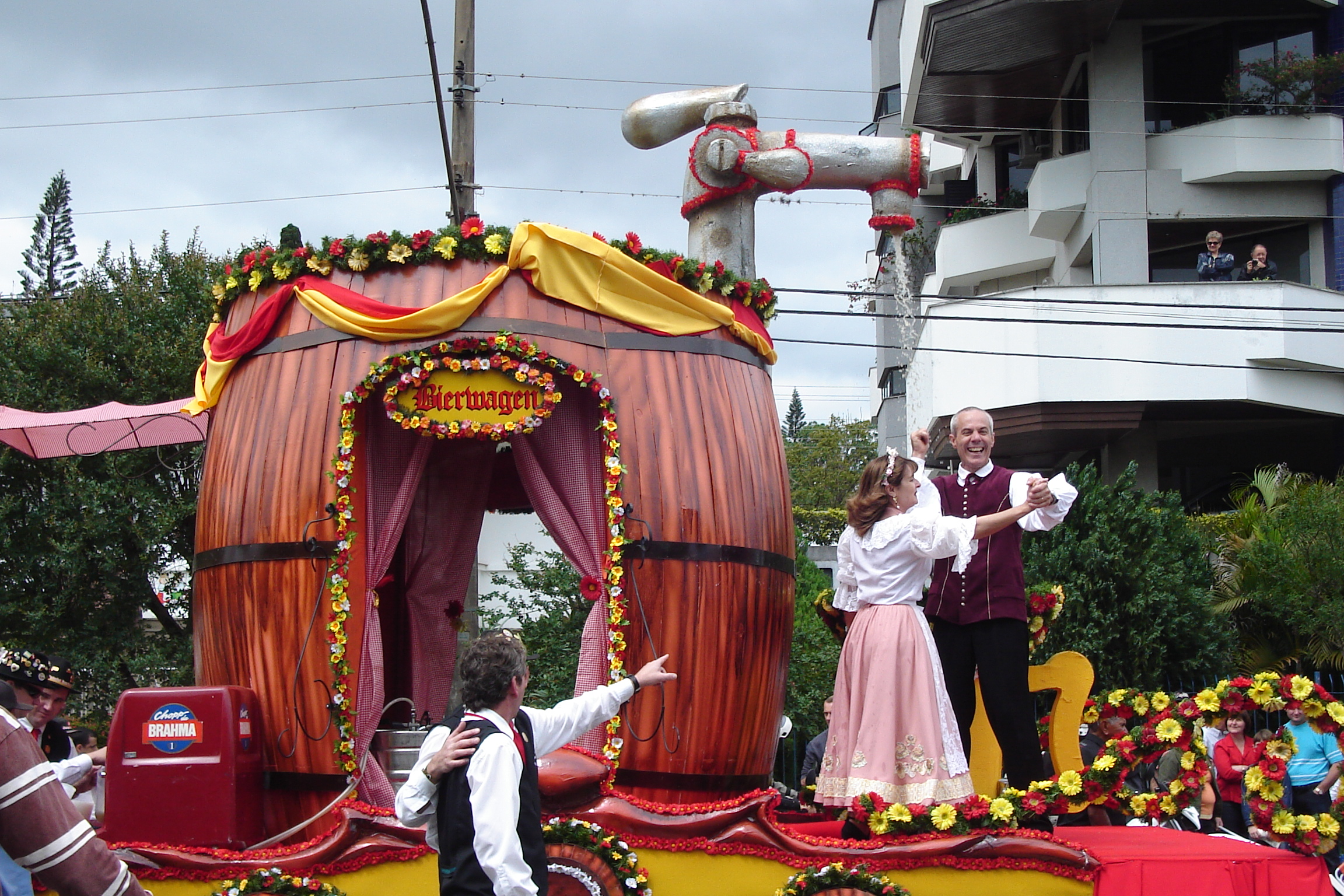
Desfile em trajes típicos no "Bierwagen" (carro da cerveja), na edição de 2007.

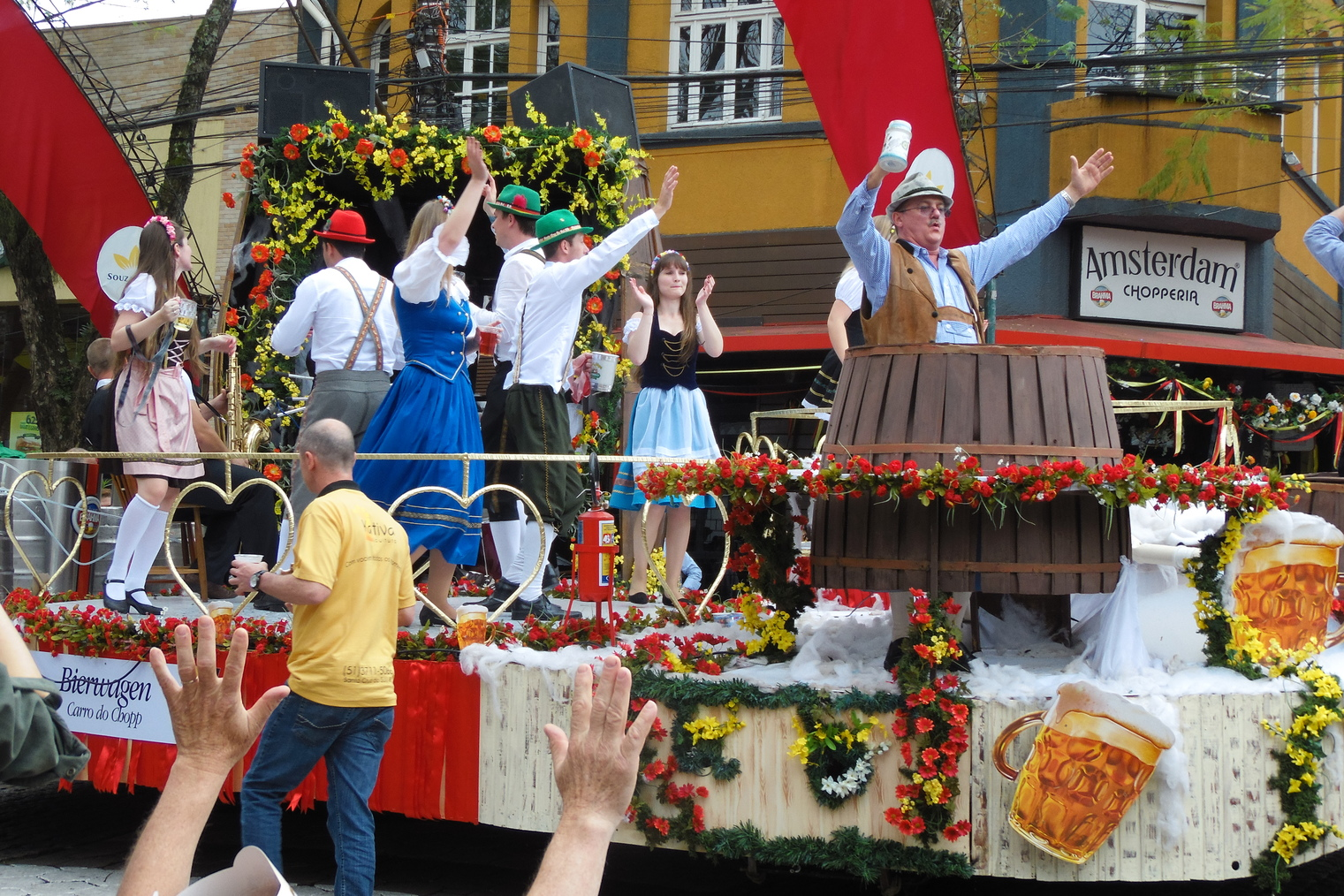
O "Bierwagen" em 2013

Cada festa passou a receber um tema, começando na edição de 2005. Com o estabelecimento de um tema central, o material publicitário e muitas atrações são voltadas ao tema escolhido. Mesmo assim, as outras partes da festa continuam ativas e com suas atrações. Isso aconteceu em parte devido ao esforço de desconcentrar o evento em torno do consumo de bebidas alcoólicas, caracterizando-o como um evento cultural, centrado na valorização das tradições germânicas, e aberto para todas idades.
| Ano  | Tema                                                                                 | Fonte          |
| ---- | ------------------------------------------------------------------------------------ | -------------- |
| 2005 | Gastronomia                                                                          | [ 100 ]        |
| 2006 | Música                                                                               | [ 101 ]        |
| 2007 | Dança                                                                                | [ 77 ]         |
| 2008 | Tradições germânicas                                                                 | [ 102 ]        |
| 2009 | Nossa História − O Brilho Desta Festa até os Momentos Atuais: 25 Anos de Oktoberfest | [ 103 ]        |
| 2010 | A força da mulher na imigração alemã                                                 | [ 39 ]         |
| 2011 | Contando histórias: era uma vez...                                                   | [ 50 ]         |
| 2012 | Trabalho, cooperação e fé                                                            | [ 104 ]        |
| 2013 | Festejando nossas tradições                                                          | [ 105 ]        |
| 2014 | Celebrando uma Herança Cultural                                                      | [ 106 ]        |
| 2015 | Música, Dança e Integração                                                           | [ 90 ]         |
| 2016 | Saberes e sabores da Tradição Alemã                                                  | [ 107 ]        |
| 2017 | Arte, Tradição e Fé                                                                  | [ 108 ]        |
| 2018 | Santa Cruz: nossa terra, nossa gente!                                                | [ 12 ]         |
| 2019 | História, Cultura e Tradição                                                         | [ 109 ]        |
| 2020 | Família, Comunidade e Educação                                                       | [ 15 ] [ 110 ] |
| 2021 | Integrando Culturas, Saberes e Sabores                                               | [ 16 ]         |
| 2022 | Vida, Alegria e Saúde                                                                | [ 111 ]        |
| 2023 | Nossa História, Nosso Futuro                                                         | :3             |
| 2024 | Esperança, Fé, Plantar, e Colher                                                     | [ 23 ]         |

## Dados

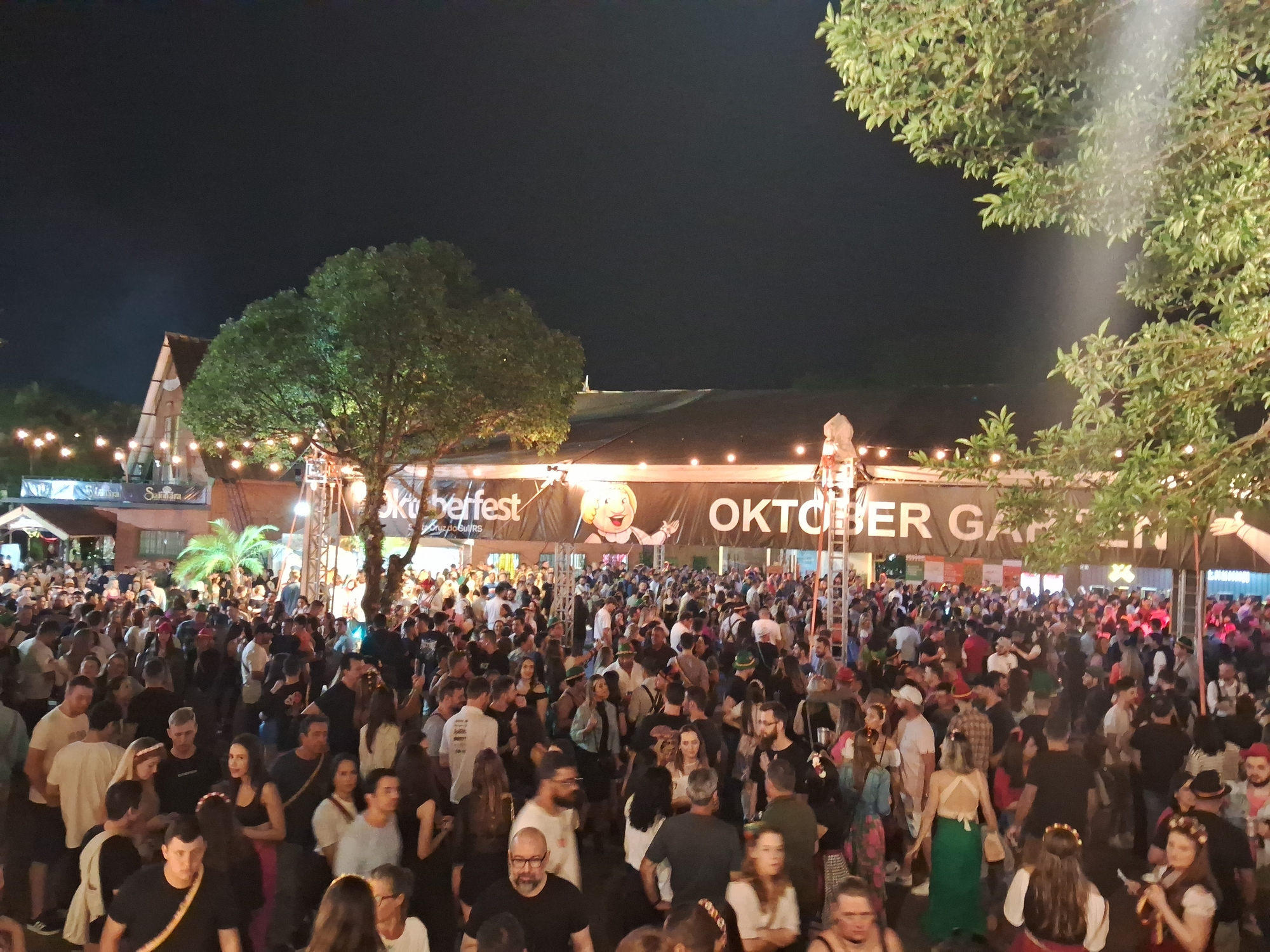
Público na edição de 2023

| Dados da Oktoberfest de Santa Cruz do Sul              | Dados da Oktoberfest de Santa Cruz do Sul | Dados da Oktoberfest de Santa Cruz do Sul | Dados da Oktoberfest de Santa Cruz do Sul | Dados da Oktoberfest de Santa Cruz do Sul |
| Edição                                                 | Ano                                       | Público                                   | Cervejaria                                | Litros de chope consumidos                |
| ------------------------------------------------------ | ----------------------------------------- | ----------------------------------------- | ----------------------------------------- | ----------------------------------------- |
| 1.ª                                                    | 1984                                      | 140 000                                   | Antartica                                 | 63 500                                    |
| 2.ª                                                    | 1985                                      | 221 000                                   | Brahma                                    | 109 000                                   |
| 3.ª                                                    | 1986                                      | 320 000                                   | Brahma                                    | 120 000                                   |
| 4.ª                                                    | 1987                                      | 381 000                                   | Brahma                                    | 147 000                                   |
| 5.ª                                                    | 1988                                      | 366 146                                   | Brahma                                    | 160 000                                   |
| 6.ª                                                    | 1989                                      | 420 000                                   | Brahma                                    | 346 406                                   |
| 7.ª                                                    | 1990                                      | 162 000                                   | Brahma                                    | 208 000                                   |
| 8.ª                                                    | 1991                                      | 121 634                                   | Brahma                                    | 115 400                                   |
| 9.ª                                                    | 1992                                      | 127 000                                   | Não disponível                            | 28 851                                    |
| Não houve edição em 1993 por dificuldades financeiras  |                                           |                                           |                                           |                                           |
| 10.ª                                                   | 1994                                      | 194 000                                   | Brahma, Antartica                         | 115 000                                   |
| 11.ª                                                   | 1995                                      | 230 000                                   | Brahma, Antartica                         | 150 000                                   |
| 12.ª                                                   | 1996                                      | 282 600                                   | Brahma, Antartica                         | 155 000                                   |
| 13.ª                                                   | 1997                                      | 321 700                                   | Antartica, Schincariol                    | 177 200                                   |
| 14.ª                                                   | 1998                                      | 415 000                                   | Antartica, Brahma                         | 228 000                                   |
| 15.ª                                                   | 1999                                      | 385 000                                   | Antartica, Brahma                         | 211 000                                   |
| 16.ª                                                   | 2000                                      | 408 800                                   | Antartica, Schincariol                    | 220 000                                   |
| 17.ª                                                   | 2001                                      | 456 500                                   | Antartica, Schincariol                    | 246 500                                   |
| 18.ª                                                   | 2002                                      | 415 500                                   | Ambev – Antarctica                        | 265 900                                   |
| 19.ª                                                   | 2003                                      | 464 900                                   | Brahma                                    | 210 000                                   |
| 20.ª                                                   | 2004                                      | 412 000                                   | Kaiser, Heineken e Xingu                  | 185 400                                   |
| 21.ª                                                   | 2005                                      | 376 100                                   | Brahma                                    | 206 000                                   |
| 22.ª                                                   | 2006                                      | 422 100                                   | Brahma                                    | 177 000                                   |
| 23.ª                                                   | 2007                                      | 445 300                                   | Brahma                                    | 230 000                                   |
| 24.ª                                                   | 2008                                      | 455 000                                   | Brahma                                    | 227 500                                   |
| 25.ª                                                   | 2009                                      | Desconhecido                              | Desconhecido                              | Desconhecido                              |
| 26.ª                                                   | 2010                                      | 140 400 pagantes                          | Brahma                                    | Desconhecido                              |
| 27.ª                                                   | 2011                                      | 152 300 pagantes 400 000 público geral    | Brahma                                    | Desconhecido                              |
| 28.ª                                                   | 2012                                      | 134 100 pagantes                          | Desconhecido                              | Desconhecido                              |
| 29.ª                                                   | 2013                                      | 134 200 pagantes                          | Desconhecido                              | Desconhecido                              |
| 30.ª                                                   | 2014                                      | 138 300 pagantes                          | Desconhecido                              | Desconhecido                              |
| 31.ª                                                   | 2015                                      | 130 000 pagantes                          | Desconhecido                              | Desconhecido                              |
| 32.ª                                                   | 2016                                      | 160 000 pagantes                          | Ambev                                     | Desconhecido                              |
| 33.ª                                                   | 2017                                      | 135 000 pagantes 380 000 público geral    | Brahma                                    | Desconhecido                              |
| 34.ª                                                   | 2018                                      | 130 000 pagantes 400 000 público geral    | Brahma                                    | 142 900                                   |
| 35.ª                                                   | 2019                                      | 128 140 pagantes 400 000 público geral    | Brahma                                    | 135 000                                   |
| Não houve edição em 2020 devido à pandemia de COVID-19 |                                           |                                           |                                           |                                           |
| 36.ª                                                   | 2021                                      | 36 589 pagantes 53 198 público geral      | —                                         | Desconhecido                              |
| 37.ª                                                   | 2022                                      | 88 472 pagantes 400 000 público geral     | Spaten                                    | 150 000                                   |
| 38.ª                                                   | 2023                                      | 121 765 pagantes 400 000 público geral    | Eisenbahn                                 | 184 000                                   |